# Meilenstein (Birkenschäferei Wimmelburg)

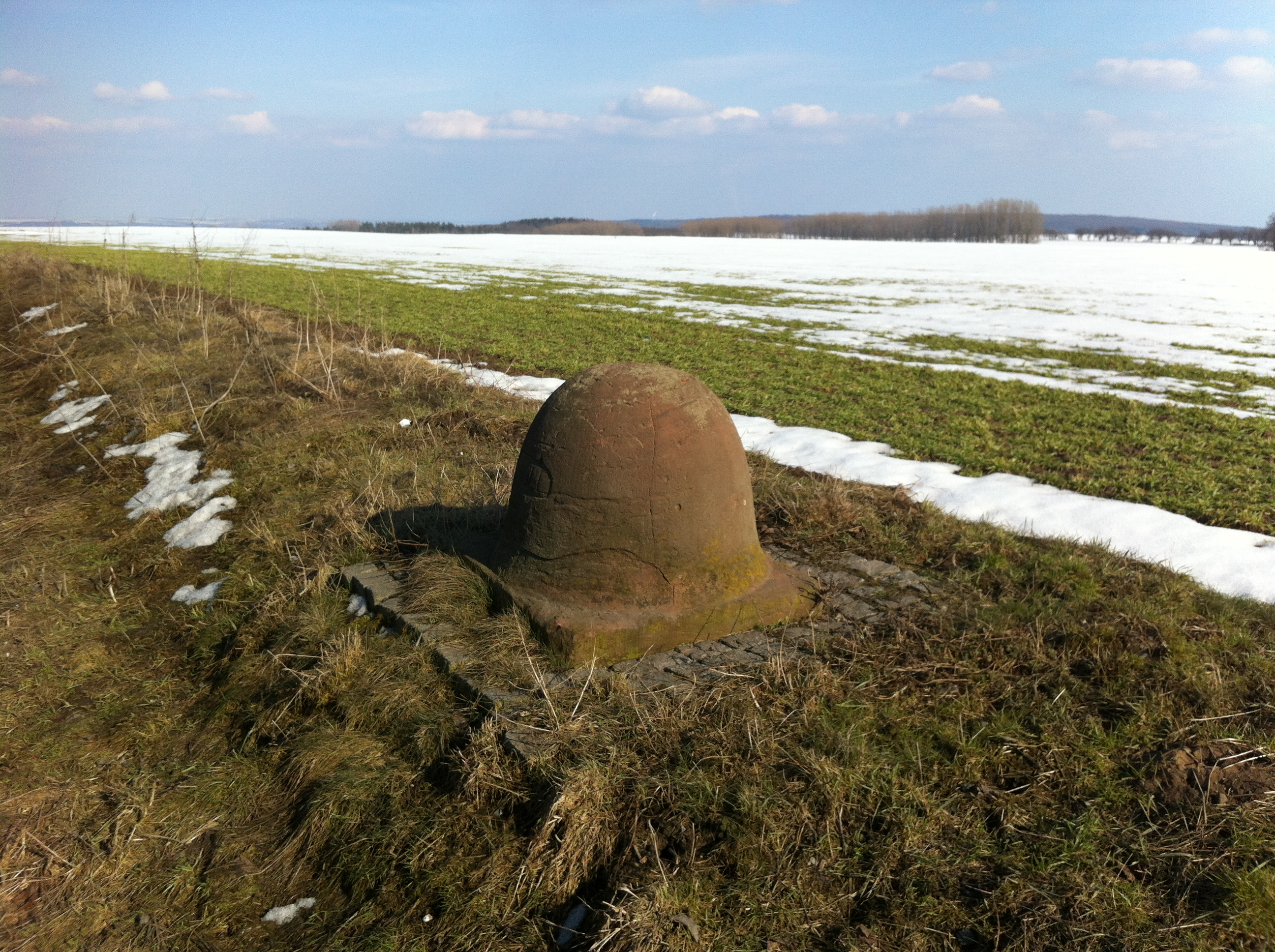
Preußischer Viertelmeilenstein zwischen Wimmelburg und Blankenheim

Der Meilenstein bei der Birkenschäferei ist ein Kleindenkmal zwischen Blankenheim und Wimmelburg in der Verbandsgemeinde Mansfelder Grund-Helbra im Landkreis Mansfeld-Südharz in Sachsen-Anhalt.
Meilensteine sind nur an wenigen Stellen Deutschlands so komplett erhalten wie zwischen Langenbogen und Emseloh. Hier, an der einstigen preußischen Staatschaussee von Berlin nach Kassel, die in diesem Teilabschnitt (Langenbogen–Nordhausen) in den Jahren 1824 bis 1826 entstand, gab es allein auf der Flur von Wimmelburg vier Meilensteine, von denen nur der östlichste, ein Halbmeilenstein nahe der Stadtgrenze der Lutherstadt Eisleben, nicht erhalten ist. Es wird vermutet, dass er bereits im Jahr 1905 verschwand. Ob er bei den damals stattfindenden Pflasterarbeiten abgebaut wurde oder aber noch im Erdreich schlummert, kann nicht geklärt werden.
Auch dem Viertelmeilenstein ganz im Westen von Wimmelburgs Flur (Bärenhaut genannt) drohte dieses Schicksal, denn er stand leicht verschüttet unterhalb der Fahrbahn. Er wurde im Jahr 1999 allerdings freigelegt, angehoben und auf ein Pflasterpodest am Feldrand gesetzt. Er trägt die typische Inschrift 1/4 Meile und steht damit mehr als 205 Kilometer vom Dönhoffplatz in Berlin entfernt, an dem diese Chaussee ihren Ursprung hat. Eine preußische Meile entspricht 7,532 Kilometern.
Wie seine östlichen Nachbarn an der Dorfbreite (Viertelmeilenstein) und im Wimmelburger Hölzchen (Ganzmeilenstein) steht auch der Viertelmeilenstein auf der Bärenhaut bei der Birkenschäferei unter Denkmalschutz und ist im Denkmalverzeichnis mit der Nummer 094 16117 eingetragen. Die 60 Zentimeter hohe kleine Glocke gilt als Denkmal des Vermessungswesens und der Verkehrsgeschichte des 19. Jahrhunderts, ist aber auch ein Rechtsdenkmal.